# パブリック・イメージ
パブリック・イメージ（PUBLIC IMAGE）は、ビーイングを退所した音楽プロデューサーの月光恵亮を中心にして、1985年以降に設立された音楽制作会社。また、主に徳間ジャパンからリリースされたレーベル。
パンクバンドのパブリック・イメージ・リミテッドとは無関係。

## 所属アーティスト
- 小幡洋子
- BRONX
- 横関敦
- SHADY DOLLS
- COBRA
- ZIGGY*
- PASSENGERS
- LINDBERG
- 田村直美（「ゆずれない願い」はパブリック・イメージが音楽プロデュースを担当）
- 鈴木康博（1995年から1996年にかけて在籍）
- 荻野目洋子（1992年のアルバム「流行歌手」をプロデュース）
- 石井ヒトシ（BEREEVE解散まで在籍）
- LISAGO
- 松田樹利亜
- 上松範康
- Jack&Betty
- 森下玲可
- 鈴木慎一郎
- 佐久間学

## 楽曲制作者
- 佐藤宣彦
- 坂井紀雄
- 石川寛門
- 須貝幸生
- 神長弘一
- 高橋利光（鷹羽仁として、「小野瀬雅生ショウ」結成以前まで在籍）
- ジョーイ・カーボーン
- 和泉常寛